# Frustule

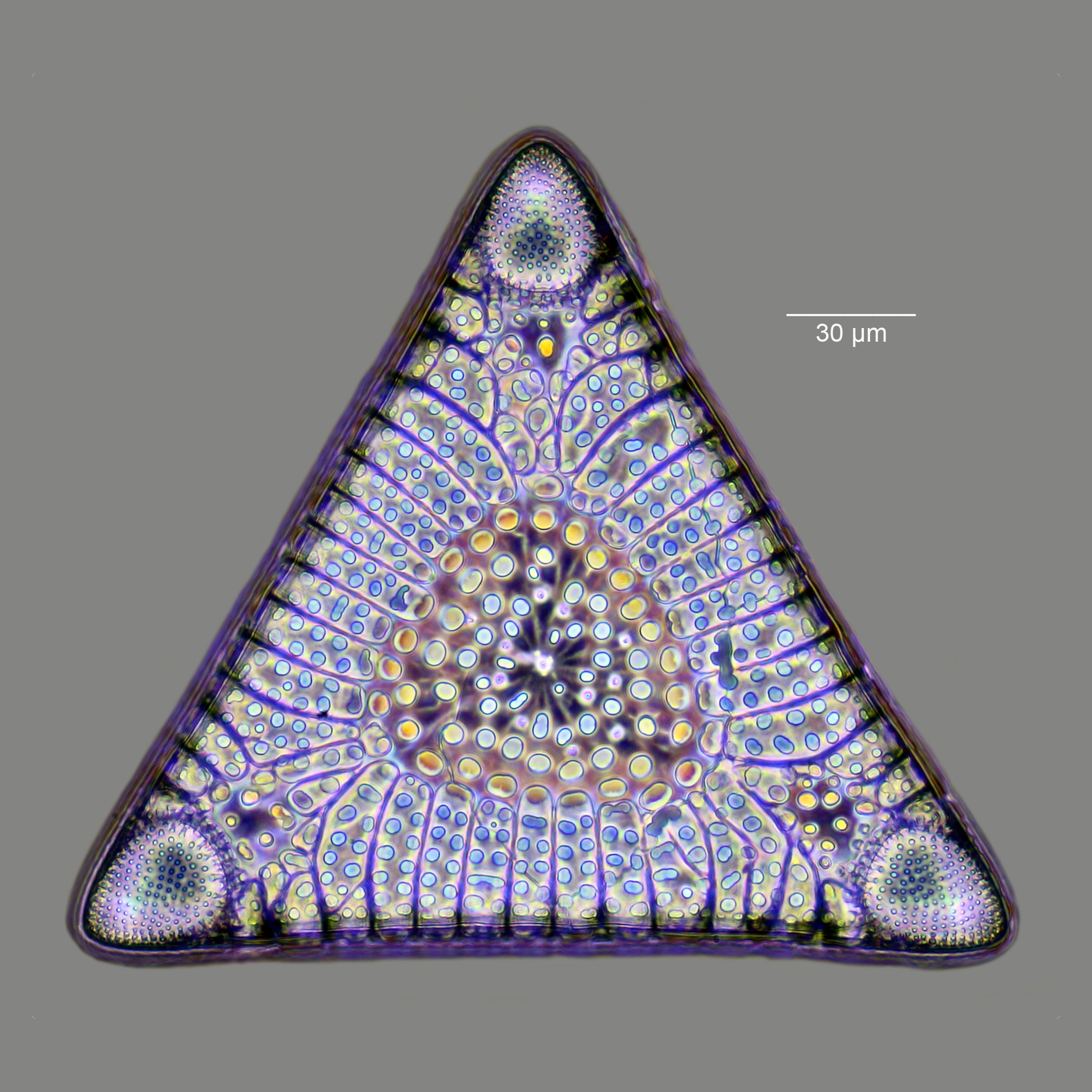
Frustule van fossiele diatomee Triceratium morlandii. Het monster van diatomeeënaarde is 32-40 miljoen jaar oud. Lichtmicroscopie met fasecontrast.

Een frustule is de harde silicium huls ofwel het exoskelet van microscopische eencellige algen, de diatomeeën of kiezelwieren. De cellen hebben een dunne en poreuze glazen omhullende celwand die opgebouwd is uit siliciumdioxyde (SiO2). De frustulen hebben een geometrische en symmetrische structuur die bilateraal of radiaal kan zijn. De celwand bevat poriën waarvan de patronen kenmerkend zijn. De vorm van de frustule samen met het patroon van poriën onderscheiden alle verschillende soorten diatomeeën.   

## Vorm

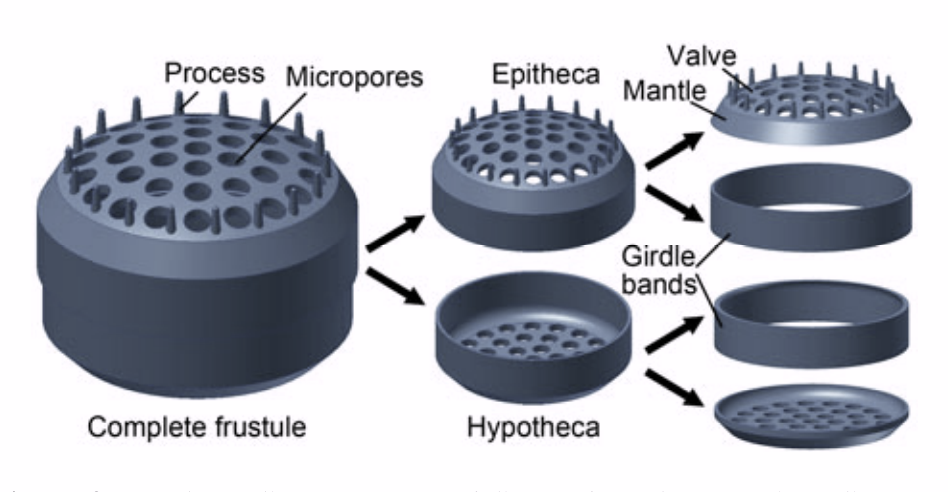
Structuur van frustulen

Diatomeeën vormen een frustule, of algemener, een theca. Deze bestaat uit een hypotheca (doosje) en een epitheca (dekseltje) die bovenop de hypotheca ligt en een overlappende rand heeft. Zodra de cellen zich delen, vormt de cel met de oude epitheca een nieuwe hypotheca. De cel met de oude hypotheca vormt echter een nieuwe hypotheca, wat betekent dat deze laatste cel kleiner is dan de oorspronkelijke cel. De gemiddelde grootte van de frustulen binnen een populatie neemt geleidelijk aan af, maar wordt bij reproductie met sporen weer teruggebracht naar het oorspronkelijke volume.   

## Rol
De silica frustule, waarvan gedacht wordt dat deze van een symbiont is geërfd, kan bescherming bieden tegen predatie, tegen pathogenen en uitdroging en kan het licht focussen en naar de cel leiden. De frustule kan ook dienen voor de opslag van voedingsstoffen.
Frustulen hebben een afmeting van 10 tot 100 micrometer en behoren tot de microfossielen. Ze komen in grote getale voor en vormen de zogenaamde diatomeeënaarde. Dit zijn opeenhopingen van diatomeeënskeletjes, de frustulen, die op de bodem van de zee slik vormen.

## Toepassing
De structurele en fysieke eigenschappen van de frustule zijn onderwerp van verschillende onderzoeksgebieden in toepassingen van nanotechnologie. Het gaat om medicijnafgifte, zonne-energie, microfluïdica, productie van katalysatoren en biosensoren. De productie in diatomeeën van lipiden trekt ook interesse als bron van hernieuwbare olie.

## Galerij

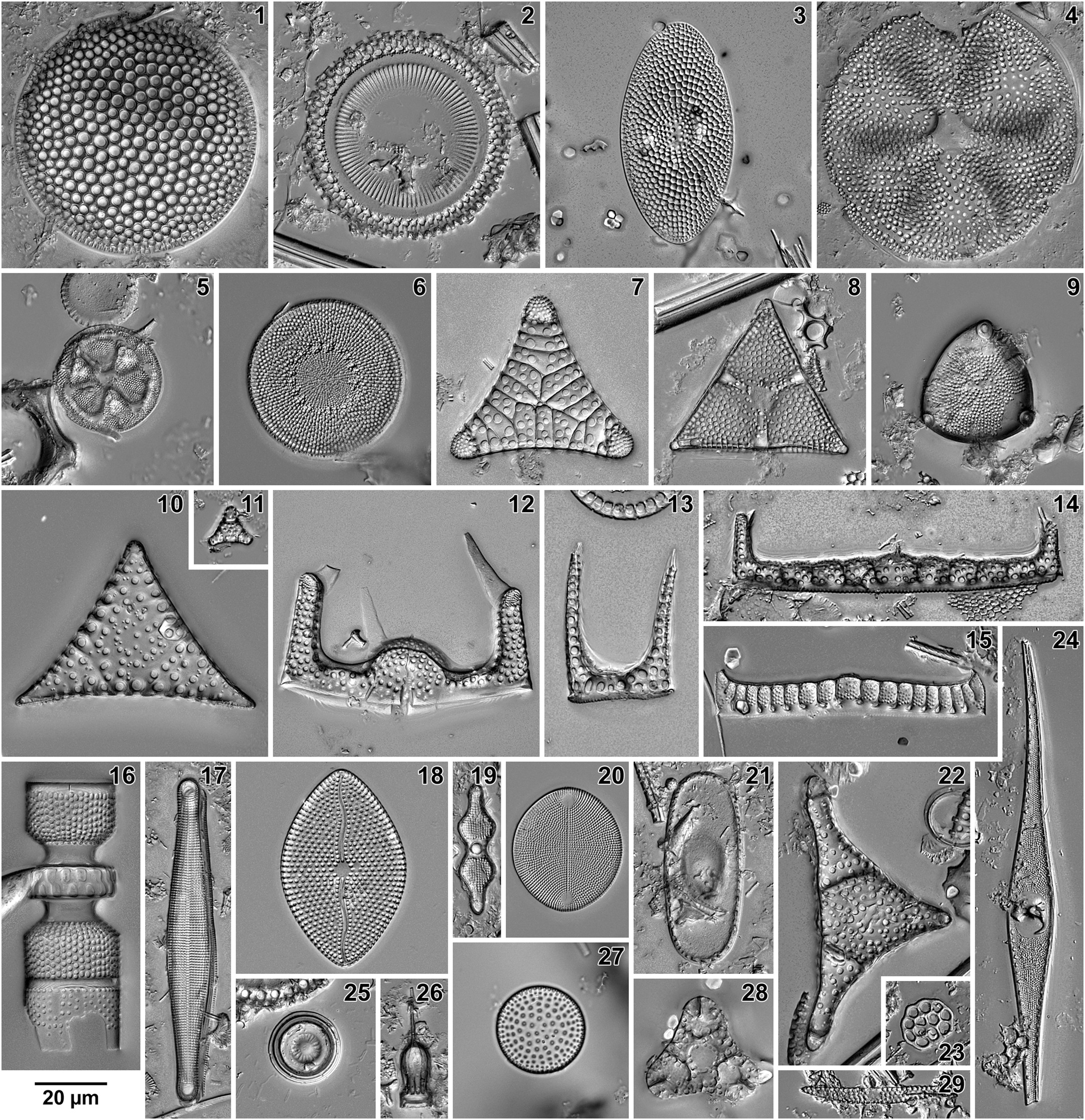
Verschillende vormen microfossielen van frustules uit het Eoceen (Blake Nose, Westelijke Noord-Atlantische Oceaan) met lichtmicroscoop.
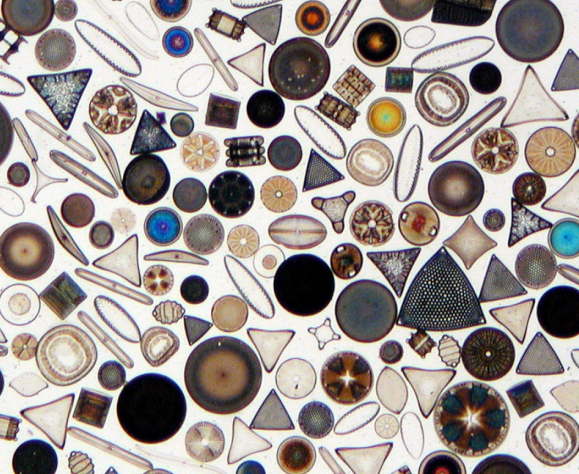
Verschillende vormen diatomeeën met lichtmicroscoop